# E-Prix de Roma de 2019
El e-Prix de Roma de 2019 (oficialmente, el 2019 GEOX Roma e-Prix) fue una carrera de monoplazas eléctricos del campeonato de la FIA de Fórmula E que transcurrió el 13 de abril de 2019 en el circuito callejero del EUR en Roma, Italia.

## Resultados

### Clasificación
| Pos.    | No. | Piloto                 | Team      | Tiempo   | Dif     | PL |
| ------- | --- | ---------------------- | --------- | -------- | ------- | -- |
| 1       | 36  | André Lotterer         | Techeetah | 1:32.123 | -       | 1  |
| 2       | 20  | Mitch Evans            | Jaguar    | 1:32.483 | +0.360  | 2  |
| 3       | 7   | José María López       | Dragon    | 1:32.906 | +0.783  | 3  |
| 4       | 5   | Stoffel Vandoorne      | HWA       | 1:33.233 | +1.110  | 4  |
| 5       | 6   | Maximilian Günther     | Dragon    | 1:35.640 | +3.517  | 5  |
| 6       | 23  | Sébastien Buemi        | Nissan    | 1:07.670 | +4.208  | 6  |
| 7       | 48  | Edoardo Mortara        | Venturi   | 1:30.397 | −       | 7  |
| 8       | 4   | Robin Frijns           | Virgin    | 1:30.422 | +0.025  | 8  |
| 9       | 94  | Pascal Wehrlein        | Mahindra  | 1:30.609 | +0.212  | 14 |
| 10      | 19  | Felipe Massa           | Venturi   | 1:30.623 | +0.226  | 9  |
| 11      | 22  | Oliver Rowland         | Nissan    | 1:30.723 | +0.326  | 10 |
| 12      | 28  | António Félix da Costa | BMW       | 1:30.804 | +0.407  | 11 |
| 13      | 2   | Sam Bird               | Virgin    | 1:30.880 | +0.483  | 12 |
| 14      | 11  | Lucas Di Grassi        | Audi      | 1:30.977 | +0.580  | 13 |
| 15      | 17  | Gary Paffett           | HWA       | 1:30.980 | +0.583  | 15 |
| 16      | 25  | Jean Eric Vergne       | Techeetah | 1:31.016 | +0.619  | 16 |
| 17      | 66  | Daniel Abt             | Audi      | 1:31.043 | +0.646  | 17 |
| 18      | 16  | Oliver Turvey          | NIO       | 1:31.043 | +0.646  | 18 |
| 19      | 64  | Jérôme d'Ambrosio      | Mahindra  | 1:31.192 | +0.795  | 19 |
| 20      | 8   | Tom Dillmann           | NIO       | 1:31.220 | +0.823  | 20 |
| 21      | 3   | Alex Lynn              | Jaguar    | 1:39.657 | +9.260  | 21 |
| 22      | 27  | Alexander Sims         | BMW       | no time  | no time | 22 |
| Fuente: |     |                        |           |          |         |    |

- Pascal Wehrlein recibió 5 lugares de penalización en la parrilla de salida por exceder la velocidad durante bandera roja.
- La mejor vuelta de Alex Lynn fue eliminada por excederse del máximo de potencia permitida.

### Carrera
| Pos     | N° | Piloto                 | Team      | Vueltas | Tiempo      | PL | Puntos    |
| ------- | -- | ---------------------- | --------- | ------- | ----------- | -- | --------- |
| 1       | 20 | Mitch Evans            | Jaguar    | 29      | 1:33:51.140 | 2  | 25        |
| 2       | 36 | André Lotterer         | Techeetah | 29      | +0.979      | 1  | 21 (18+3) |
| 3       | 5  | Stoffel Vandoorne      | HWA       | 29      | +6.399      | 4  | 15        |
| 4       | 4  | Robin Frijns           | Virgin    | 29      | +9.181      | 8  | 12        |
| 5       | 23 | Sébastien Buemi        | Nissan    | 29      | +9.778      | 6  | 11 (10+1) |
| 6       | 22 | Oliver Rowland         | Nissan    | 29      | +11.262     | 10 | 8         |
| 7       | 11 | Lucas Di Grassi        | Audi      | 29      | +24.340     | 13 | 6         |
| 8       | 64 | Jérôme d'Ambrosio      | Mahindra  | 29      | +28.633     | 19 | 4         |
| 9       | 28 | António Félix da Costa | BMW       | 29      | +30.651     | 11 | 2         |
| 10      | 94 | Pascal Wehrlein        | Mahindra  | 29      | +30.735     | 14 | 1         |
| 11      | 2  | Sam Bird               | Virgin    | 29      | +32.272     | 12 | 0         |
| 12      | 3  | Alex Lynn              | Jaguar    | 29      | +42.238     | 21 | 0         |
| 13      | 16 | Oliver Turvey          | NIO       | 29      | +48.616     | 18 | 0         |
| 14      | 25 | Jean Eric Vergne       | Techeetah | 29      | +49.732     | 16 | 0         |
| 15      | 8  | Tom Dillmann           | NIO       | 29      | +52.253     | 20 | 0         |
| 16      | 7  | José María López       | Dragon    | 29      | +1:10.373   | 3  | 0         |
| 17      | 27 | Alexander Sims         | BMW       | 29      | +1:11.373   | 22 | 0         |
| 18      | 66 | Daniel Abt             | Audi      | 28      | +1 vuelta   | 17 | 0         |
| 19      | 6  | Maximilian Günther     | Dragon    | 28      | +1 vuelta   | 5  | 0         |
| Ret     | 19 | Felipe Massa           | Venturi   | 11      | Retiro      | 9  | 0         |
| Ret     | 48 | Edoardo Mortara        | Venturi   | 8       | Retiro      | 7  | 0         |
| Ret     | 17 | Gary Paffett           | HWA       | 1       | Retiro      | 15 | 0         |
| Fuente: |    |                        |           |         |             |    |           |

- António Félix da Costa recibió 5 segundos de penalización por infringir la carga mínima de batería.
- Jean Eric Vergne recibió 37 segundos de penalización por sobrepasar con banderas amarillas en todo el circuito.
- Maximilian Günther recibió a 5 segundos de penalización por exceder el límite de velocidad con banderas amarillas en todo el circuitoo y 37 segundos por uso indebido del modo ataque.